# Hypocala aspersa
Hypocala aspersa là một loài bướm đêm trong họ Noctuidae.